# إصلاح العمل الاسباني 2010
إصلاح العمل الاسباني 2010 تمت الموافقة عليه من قبل مجلس النواب في 9 سبتمبر 2010. نشأ إصلاح قوانين العمل في إسبانيا في أمر تنفيذي للحكومة في يونيو 2010، خلال الولاية الثانية لخوسيه لويس رودريغيز ثاباتيرو كرئيس، ودخل حيز التنفيذ في 18 يونيو بعد نشره في النشرة الرسمية للدولة. صدق مجلس النواب على الأمر التنفيذي بأغلبية 168 صوتًا لـ (حزب العمال الاشتراكي الإسباني)، و8 أصوات ضد وامتناع 173 عن التصويت.
تمت الموافقة على مشروع قانون يعالج التنفيذ بالإجماع في ربيع 2010، أولاً في الكونغرس ثم مع التعديلات في مجلس الشيوخ. أثرت غالبية التعديلات على حقوق العمال وظروف مكان العمل، وألغيت غالبية التعديلات عندما أعيد مشروع القانون إلى الكونغرس. أعطى الكونجرس الموافقة النهائية في 9 سبتمبر.
يمثل الإصلاح تعديلاً لمرسوم 18 يونيو المذكور أعلاه. خلال فترة مشروع القانون في مجلس الشيوخ وافق كل من الحزب الاشتراكي وحزب الباسك القومي على الشكل النهائي لمشروع القانون، مع مدخلات من الكتلة الوطنية الجاليكية. صوت حزب العمال الاشتراكي لصالحه، وامتنع الحزب الوطني عن التصويت، وصوتت المجموعات السياسية المتبقية ضده.
أثار الإصلاح إضرابًا عامًا. بعد شهر واحد تم تعيين فاليريانو جوميز أحد قادة العمال الذين تظاهروا على رأس احتجاج مدريد وزيرًا للعمل.

## العناصر الرئيسية للإصلاحات
- تعليق الاتفاق الجماعي: أتاح الإصلاح لأصحاب العمل والعمال تعليق الاتفاقات الجماعية في حالة الانكماش الاقتصادي. كان الهدف هو تمكين الشركات من خفض تكاليف التوظيف الناتجة عن اتفاقيات القطاع السخية ومساعدتها على تعديل التكاليف بدلاً من إنهاء العقود.[1]
- وقت قصير للعمل في حالة الانكماش الاقتصادي: أدخل الإصلاح نظام العمل لوقت قصير المدعوم من الحكومة، حيث يمكن للشركات تقليل أسبوع العمل، ويعوض نظام البطالة الحكومي العمال المتضررين بدفعات بطالة جزئية.
- صندوق التأمين ضد البطالة: إنشاء صندوق مخصص بناءً على عدد أيام العمل في السنة لتحل محل تعويضات الفصل والتي يمكن أن يستخدمها الموظف في حالة فقدان العمل أو بدلاً من ذلك لتكملة المعاشات التقاعدية بمجرد التقاعد.
- انخفاض جاذبية العقود المؤقتة: معاقبة استخدام العقود المؤقتة المتعاقبة. بعد 3 سنوات من العقود المؤقتة ستكون الشركة ملزمة باستلام العامل على أساس دائم. كما تمت زيادة التعويضات المستحقة للعمال بعقود مؤقتة إلى 12 يوم عمل في السنة لتقليص الفجوة مقابل العقود الدائمة.
- تخفيض مدفوعات التعويضات لتسريح العمال: تخفيض التعويض من 45 يومًا إلى 33 يومًا في السنة لجميع العقود الدائمة الموقعة اعتبارًا من 2011 فصاعدًا.
- صندوق الحكومة لتغطية تعويضات الفصل: إدخال نظام مستوحى من النمسا لتقليل التكلفة التي يتحملها أصحاب العمل لفصل العمال مع السعي للحفاظ على مستوى عالٍ من أمن الموظفين (الأمن المرن). اقترحت الحكومة تبادل جزء من مدفوعات التعويضات المستحقة على أصحاب العمل في حالة تسريح العمال.
- عمليات فصل أرخص للشركات التي تواجه خسائر: قواعد أسهل وأرخص لتسريح العمال. يحق للشركات التي تواجه خسائر أن تدفع تعويضات مخفضة تصل إلى 20 يومًا في السنة من العمل بدلاً من 45 يومًا عاديًا إذا كانت الشركة تواجه خسائر.
- الفصل بسبب الغياب: في حالة تجاوز نسبة الغياب 2.5٪، يمكن للشركة فصل العامل الذي تغيب لأكثر من 20٪ من الأيام في فترة شهرين.